# Pierre Boulle
Pierre Boulle (21. februar 1912 – 30. januar 1994) var en fransk forfatter. Han er bedst kendt for to bøger: Broen over floden Kwai og Abernes planet.

## Liv
Pierre-François-Marie-Louis Boulle blev født i Avignon, Frankrig. I 1936 flyttede han til Sydøstasien. Under 2. verdenskrig var han  medlem af de Frie franske styrker og hemmelig agent.
Efter krigen flyttede Boulle til Paris og begyndte at skrive. Fra sine oplevelser under krigen frembragte han Broen over floden Kwai. Bogen blev en international bestseller og  filmatiseret af David Lean. (Boulle ses i en cameo-rolle  i én scene.)
Han er også en af Frankrigs vigtigste science-fiction forfattere. I 1968 blev hans roman Abernes planet filmatiseret.

## Udvalgt bibliografi
- Le Pont de la rivière Kwaï (Broen over floden Kwai, 1952)
- La Planète des singes (Abernes planet, 1963)
- Aux sources de la rivière Kwaï (1966; autobiografisk)
- La Baleine des Malouines (1983)